# Équipe d'Afrique du Sud féminine de handball
Dernière mise à jour : 13 mars 2021.
L'équipe d'Afrique du Sud féminine de handball est la sélection nationale représentant l'Afrique du Sud dans les compétitions internationales de handball féminin.

## Parcours
Championnats d'Afrique des nations
- 1998 – 6e